# Ting Jiang
Der Ting Jiang (chinesisch 汀江, Pinyin Tíng Jiāng – „Ting-Fluss“) ist ein Fluss in den südostchinesischen Provinzen Fujian und Guangdong. Er entspringt im Wuyi-Gebirge im Südwesten Fujians und durchfließt dann die Orte Changting, Hetian und Shanghang. Bei Sanhe fließt er mit dem Mei Jiang und dem Meitan He zusammen und bildet den Han Jiang.
Der Ting Jiang hat eine Länge von 285 Kilometern und ein Einflussgebiet von 9022 Quadratkilometern. Er hat mit dem Xiayang Xi, dem Yongding He, dem Jiuxian He und dem Taoxi He mehrere nennenswerte Nebenflüsse. Wenige Kilometer oberhalb seiner Mündung in den Han Jiang wird der zum Mianhuatan-Stausee aufgestaut.
Der Abfluss in den Regionen, die der Ting-Fluss entwässert, beträgt zwischen 900 und 1000 Millimetern pro Jahr, dies jedoch mit großen saisonalen Schwankungen. An der Messstelle bei Shanghang flossen im Jahresdurchschnitt 186 Kubikmeter Wasser pro Sekunde ab. Der bisher größte Wert wurde 1975 mit 331 Kubikmetern pro Sekunde, der niedrigste Wert mit 77,5 Kubikmetern pro Sekunde im Jahre 1963 ermittelt. Drei Viertel des Wassers fließt in den Frühlings- und Sommermonaten ab. Im Juni fließen 22,4 % der gesamten Jahresmenge durch die Messstelle, im Dezember hingegen 2,6 %.